# Оже, Эдмон
Эдмо́н Оже́ (фр. Edmond Auger, 1530, Сезанн — 31 января 1591, Комо) — французский иезуит и педагог, проповедник и писатель, духовник короля Генриха III.

## Биография
Эдмон Оже родился в семье бедного крестьянина, по своей воле отправился в Рим, где сначала был слугой на кухне в ордене иезуитов и в итоге был принят в орден лично Игнатием Лойолой. Вернувшись во Францию в 1559 году, получил известность своими проповедями и борьбой с протестантами во время обращения гугенотов в католичество. Однажды оказался в плену у вождя гугенотов Дез’Андрэ, но спасся от повешения благодаря своему красноречию (за него заступился протестантский пастор). Получив свободу, снова взялся за своё дело и вёл его с большим успехом, особенно в Иссуаре и Лионе; ему приписывали обращение 40000 гугенотов. В 1568 году проповедовал при дворе Карла IX и с того же года стал духовником Генриха III, сопровождал его в поездках и был известен своей преданностью монарху. В 1570-х годах призывал к реформам быта знати на юге Франции. В 1575 году Генрих III назначил его своим проповедником; это первый иезуит, получивший такую должность при французском дворе. Его преданность Генриху III и монархизму сделали его ненавистным для Католической лиги и подозрительным для ордена, который держал его в немилости и после смерти короля. После смерти Генриха III вышел в отставку и поселился в Италии. С 1583 года стал осторожно призывать к миру с протестантами.
Кроме множества книг полемического характера, написал работы Sucre spirituel pour adoucir l’amertume des aigres malheurs de ce temps (Лион, 1550), Le pédagogue d’armes à un prince chrétien (Париж, 1568), Breviarium romanum Henrici III (Париж, 1588), катехизис на французском, латинском и греческом языках, имевший большой успех, и др.  
Биография Оже была написана иезуитом П. Дориньи (Лион, 1716).